# 里奇蒙站 (倫敦)
里奇蒙站（英語：Richmond station）是一个位于伦敦西南部的里奇蒙市的车站，是伦敦地铁区域线里奇蒙支线和伦敦地上铁北伦敦线的起点。同时也是英国国铁车站。部分国铁列车来往于繁忙的克拉珀姆交汇站。

## 列治文地鐵站
在地铁方面，每小时有6班列车来往于上敏斯特。车站位于地面上，配有无障碍设施，可供轮椅使用。要转往其他支线和地铁线路需要在区域线的枢纽伯爵宮站换乘。同时亦可以在特南綠地站转乘伊灵支线。

## 地上铁方面
在地上铁方面，每小时有4班列车来往于斯特拉特福站。要转往其他伦敦地上线路须在卫斯顿交汇站等站换乘。

## 铁路方面
里奇蒙站的铁路服务主要由西南铁路公司支持。里奇蒙站每天都会有8班分别来往滑铁卢站的列车。往滑铁卢站的列车会经过克拉珀姆交汇站等站。来自滑铁卢站的列车开往雷丁車站或温莎-伊顿河畔火车站，或经由豪恩斯洛站或金斯顿站回到滑铁卢站。

## 历史
1846年7月27日，里奇蒙站作为西部铁路的里奇蒙到克拉珀姆交汇站的线路起点开通运营 。车站的站台位于现在里奇蒙站的多层停车场的位置。很快，里奇蒙站开始提供西南铁路公司来往温莎的列车服务。

### 19世纪发展
在1869年1月，西南铁路公司开放了一条从里奇蒙站到爱迪生路站（现在伦敦地铁区域线的肯辛頓）的线路。该线路经过汉默史密斯站。该线路关闭后，特南綠地车站连接上了北部&西南交汇铁路。这些线路大多数都成为了现在的区域线的一部分。根拿斯贝利站以南的路线也由北伦敦铁路负责运营，现在成为了伦敦地上铁北伦敦线的一部分。
大西部铁路在1870年1月1日到10月31日运营了从帕丁顿站到里奇蒙站的汉默史密斯及城市铁路（现在伦敦地铁汉默史密斯及城市线的一部分）。
在1877年6月1日，大都会区域铁路连接上了汉默史密斯站和西南铁路，成为了现在的皮卡迪里线和区域线的一部分。

### 20世纪发展
大都会区域铁路在1906年12月31日取消了它们的服务。在1923年重组之后，里奇蒙站附近的西南铁路服务成为了南部铁路的一部分。而北伦敦铁路成为了伦敦-米德兰-苏格兰铁路的一部分，两者都被国有化成为了英国国家铁路的一部分。

## 站台
里奇蒙站共有7个站台。
- 站台3到站台7用作地铁和地上铁服务。
  - 地上铁服务通常使用站台3和站台4，有时使用站台5，6，7。
  - 地铁服务通常使用站台5，6，7，偶尔使用站台3，4。
- 站台1，2用作西南铁路公司的列车服务。

## 列车服務
- 每小时8班列车往滑铁卢站。
  - 4班快车，仅经过部分车站。
  - 4班普通列车，经过所有车站。
- 每小时8班列车来自滑铁卢站。
  - 两班往雷丁站。
  - 两班往温莎-伊顿河畔火车站。
  - 两班经由豪恩斯洛站回到滑铁卢站。
  - 两班经由金斯顿站回到滑铁卢站。
- 每小时6班区域线列车往上敏斯特站
- 每小时4班伦敦地上铁列车往斯特拉特福站。